# Craspedolcus phaedo
Craspedolcus phaedo är en stekelart som först beskrevs av Cameron 1899.  Craspedolcus phaedo ingår i släktet Craspedolcus och familjen bracksteklar. Inga underarter finns listade i Catalogue of Life.